# Chester, Massachusetts

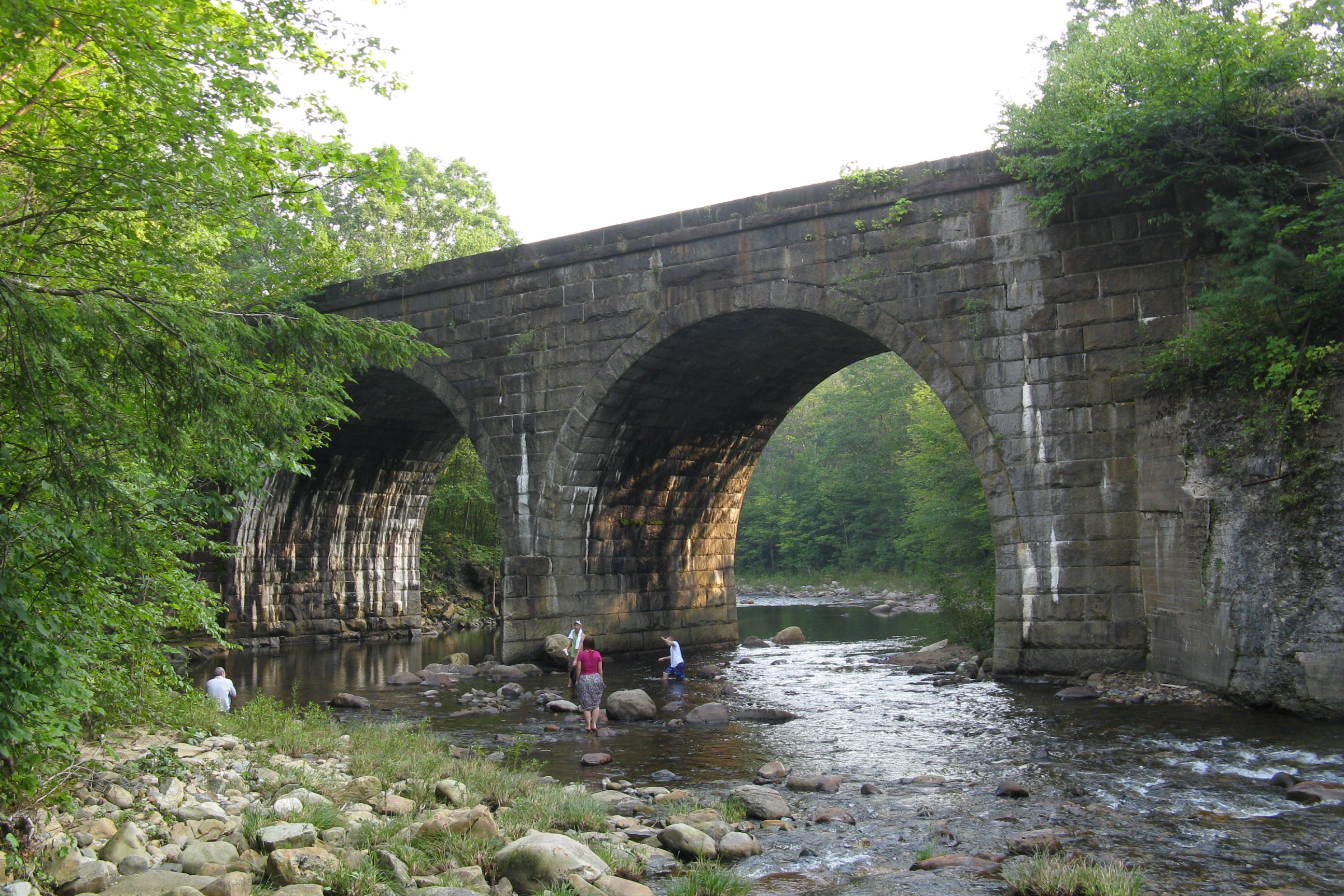

Chester är en kommun (town) i Hampden County i västra Massachusetts, USA, med cirka 1 337 invånare (2010).